# Три монети у фонтані
«Три монети у фонтані» (англ. Three Coins in the Fountain) — американський романтичний комедійно-драматичний фільм 1954 року режисера Жана Негулеско з Кліфтоном Веббом, Дороті Макгвайр, Жаном Пітерсом, Луїсом Журденом та Меггі Макнамарою, а також Россано Брацці. Заснований на романі Джона Х. Секондарі «Монети у фонтані» 1952 року за сценарієм Джона Патріка, фільм розповідає про трьох американських жінок, які працюють у Римі, які мріють знайти роман у Вічному місті. Оригінальна назва: We Believe in Love.
Головна заголовна пісня фільму «Три монети у фонтані», яку співав Френк Сінатра, якого не зазначено в титрах, стала незмінним стандартом. Фільм був знятий в Італії в епоху «Голлівуду на Тибрі».
На 27-й церемонії вручення премії «Оскар» у 1955 році фільм отримав дві премії «Оскар» — за найкращу операторську роботу та найкращу пісню — і був номінований на найкращий фільм.